# 阪本良男
阪本 良男（さかもと よしお、1932年8月22日- 2007年11月29日）は、日本の精神科医、阪本精神病理学研究所名誉所長。
坂本病院の阪本三郎の三男として大阪府に生まれる。兄は阪本健二。1956年京都大学農学部卒、1960年大阪市立大学医学部卒。1965年大阪市立大学医学博士。1971年杏林大学精神科助教授。阪本精神病理学研究所長、名誉所長。

## 著書
- 『いかにして狂気を脱するか 狂気の精神力動』国際医書出版 1975
- 『いかにして狂気を脱するか 精神力動入門』マルジュ社 1980
- 『精神療法家への道 その出発』金原出版 1986
- 『心の援助のために 精神療法の基本とその実際』メディカ出版 1988
- 『精神科チーム医療 個人医療からチーム医療へ』メディカ出版 1989
- 『心の病いと家族 精神医療の現場から』素人社 1991
- 『心を病むとき 葛藤とその克服』朱鷺書房 1992
- 『あなたが頑張ったからですよ! 精神科医と患者の心の軌跡』マルジュ社 1993
- 『心の病気が癒されるとき 分裂病と集団精神療法』朱鷺書房 1995
- 『心の病Q&A 現代人の不安やストレスに答えます』編著 ミネルヴァ書房 シリーズ・暮らしの科学 1995

### 翻訳
- テオドール・リッツ『分裂病・家族・個人』河口礼子共訳 国際医書出版 1976
- R・D・レイン『家族の政治学』笠原嘉共訳 みすず書房 1979
- ジョン・K.パース,レオナルド・J.フリードマン編『ボストンの家族療法 精神力動とシステム論をつなぐアプローチ』監訳 メディカ出版 1991

## 論文
- ＜阪本良男